# Xylosma rubicundum
Xylosma rubicundum är en videväxtart som först beskrevs av Karsten, och fick sitt nu gällande namn av Ernest Friedrich Gilg. Xylosma rubicundum ingår i släktet Xylosma och familjen videväxter. Inga underarter finns listade i Catalogue of Life.